# هان وين أونغ
هان وين أونغ (بالبورمية: ဟန်ဝင်းအောင်)‏ هو لاعب كرة قدم ميانماري في مركز الدفاع، ولد في 17 ديسمبر 1986. شارك مع منتخب ميانمار لكرة القدم. أما مع النوادي، فقد لعب مع شان يونايتد.